# Ishaq al-Mawsili
Ishaq al-Mawsili (arabe : إسحاق الموصلي), né en 767 à Rayy et mort en 850 à Bagdad, est un musicien arabe d'origine Kurde. Chanteur, compositeur d'environ deux cents chansons, virtuose du oud, il est traditionnellement considéré comme le plus grand musicien de son temps. Fils du chanteur Ibrahim al-Mawsili, Ishaq fit office de musicien en chef à la cour des califes abbassides, depuis le règne du calife Haroun al-Rashid jusqu'à celui d'al-Wâthiq. On lui attribue le premier système de codification de la musique arabe savante, largement utilisé avant le développement du système des maqâms.

## Jeunesse et formation
Il apprend à chanter avec ʿĀtika bint Shuʿba et à jouer de l'oud avec Zalzal Mansour, connu comme le meilleur oudiste de son époque.

## Influences
Son style musical rayonne jusqu'en Andalousie grâce à Ziriab, qui fut l'un de ses élèves.